# Erich von Redern
Erich Eduard Hugo Rudolf von Redern (Berlin, 14. prosinca 1861. – Potsdam, 18. siječnja 1937.) je bio njemački general i vojni zapovjednik. Tijekom Prvog svjetskog rata zapovijedao je 80. i 82. pričuvnom divizijom, te LIX korpusom na Istočnom i Zapadnom bojištu.

## Obitelj
Erich von Redern je rođen 14. prosinca 1861. u Berlinu. Sin je Ernsta von Rederna, inače general poručnika u pruskoj vojsci, i Anne Unzelmann von Fransecky. Prvi brak je sklopio 1886. s Idom Hostmann. Nakon razvoda, sklopio je 1906. novi brak s Elsom Adelheid Sophiom Kaempf, kćeri predsjednika Reichstaga Johannesa Kaempfa

## Vojna karijera
U prusku vojsku stupa u travnju 1880. služeći u 2. hannoverskoj pješačkoj pukovniji u Celleu u kojoj u siječnju 1885. postaje pobočnikom bojne. Od siječnja 1886. nalazi se na službi u 18. pješačkoj pukovniji "von Grolamnn". Tijekom službe u predmetnoj pukovniji promaknut je u čin poručnika. U lipnju 1890. premješten je u 22. pješačku brigadu u Breslauu gdje obnaša dužnost pobočnika brigade. Od ožujka 1892. služi u Glavnom stožeru, dok je u prosincu 1893. unaprijeđen u čin satnika. U siječnju 1894. imenovan je zapovjednikom satnije u 85. pješačkoj pukovniji "Herzog von Holstein" gdje se nalazi na službi do ožujka 1897. kada je premješten u na službu u stožer 33. pješačke divizije smještene u Metzu. Tu služi do siječnja 1899. kada je premješten na službu u stožer 22. pješačke divizije sa sjedištem u Kasselu. U stožeru navedene divizije služi svega tri mjeseca, do travnja 1899., kada je ponovno premješten, ovaj put u stožer 38. pješačke divizije smještene u Erfurtu. 
U siječnju 1900. promaknut je u čin bojnika, te raspoređen na službu u stožer I. korpusa u Königsbergu. Od rujna 1901. služi u Glavnom stožeru u Berlinu, i to do travnja 1904., kada postaje zapovjednikom bojne u 75. pješačkoj pukovniji u Bremenu. U svibnju 1904. upućen je u Njemačku Jugozapadnu Afriku gdje kao pripadnik Zaštitnih snaga (Schutztruppe) sudjeluje u gušenju ustanka Herera. Tijekom službe u Africi, u travnju 1906., unaprijeđen je u čin potpukovnika. U Njemačku se vraća u ožujku 1907. te postaje načelnikom odjela u Glavnom stožeru. Navedenu dužnost obnaša do kolovoza 1908. kada postaje načelnikom stožera X. korpusa koji je imao sjedište u Hannoveru. Iduće, 1909. godine u travnju, promaknut je u čin pukovnika, nakon čega je u prosincu 1911. imenovan zapovjednikom 9. württemberške pješačke pukovnije smještene u Ulmu. U siječnju 1913. imenovan je zapovjednikom 11. pješačke brigade sa sjedištem u Brandenburgu. Istodobno s tim imenovanjem unaprijeđen je u čin general bojnika. U siječnju 1914. premješten je na službu u Glavni stožer gdje obnaša dužnost načelnika odjela.

## Prvi svjetski rat
Tijekom Prvog svjetskog rata Redern je u veljači 1915. imenovan zamjenikom načelnika stožera XVII. korpusa koji se nalazio na Istočnom bojištu. S istim sudjeluje u Narevskoj ofenzivi, nakon čega u studenom 1915. postaje zapovjednikom 80. pričuvne divizije. Zapovijedajući istom u ožujku 1916. sudjeluje u Bitci na Naročkom jezeru. U kolovozu 1916. promaknut je u čin general poručnika, da bi u prosincu te iste godine bio imenovan zapovjednikom 82. pričuvne divizije zamijenivši na tom mjestu Eberharda von Hofackera. Navedenom divizijom koja je na Istočnom bojištu držala dio bojišta kod Pripjata, zapovijedao je godinu dana, do studenog 1917., kada je imenovan zapovjednikom LIX. korpusa kojim je do tada zapovijedao Hermann Brecht. Predmetnim korpusom koji se nalazio na Zapadnom bojištu u sastavu Armijskog odreda A, te je držao dio bojišta u Loreni, zapovijedao je do kraja rata.

## Poslije rata
Nakon završetka rata Redern se umirovio, te je živio u okolici Berlina. Preminuo je 18. siječnja 1937. u 76. godini života u Potsdamu. Pokopan je na groblju Südwestkirchhof Stahnsdorf.